# Rettungsroutine
„Rettungsroutine“ wurde zum Wort des Jahres 2012 in Deutschland gekürt. Es soll „die unzähligen Maßnahmen gegen die Eurokrise ausdrücken“.
Die Jury der Gesellschaft für deutsche Sprache wählte das Wort am 14. Dezember 2012 auf dem ersten Platz mit der Begründung, dass es „nicht nur das schon seit einigen Jahren dauerhaft aktuelle Thema der instabilen europäischen Wirtschaftslage“, sondern „zudem die zahlreichen und wiederkehrenden Maßnahmen, die bisher zur Stabilisierung unternommen wurden“ widerspiegele. Zudem sei die widersprüchliche Bedeutung der beiden Wortbestandteile sprachlich interessant: „Während eine Rettung im eigentlichen Sinn eine akute, initiative, aber abgeschlossene Handlung darstellt, beinhaltet Routine – als Lehnwort aus dem Französischen – eine wiederkehrende, wenn nicht gar auf Dauer angelegte und auf Erfahrungen basierende Entwicklung.“
Der Germanist Jochen A. Bär wies darauf hin, dass Rettungsroutine zunächst als Fachwort in der Informatik und Computertechnologie ein Computerprogramm bezeichnet, „das bei einer Störung, z. B. einem Stromausfall, automatisch Daten sichert, sodass diese nicht verloren gehen“. Von Rettungsroutine könne auch gesprochen werden, „wenn jemand bestimmte Rettungsabläufe oft geübt hat und sie deshalb auch unter Stress sicher beherrscht“. Jedoch berge „das Nicht-nachdenken-Müssen“ zugleich eine Gefahr, da es neben der „guten Routine, die im Alltag hilft“ auch eine schlechte Routine gibt: „Man neigt selbst in Situationen, die eben doch ein besonderes Nachdenken erfordern, dazu, sich mit dem Standardprogramm zu begnügen.“ Genau dieser Aspekt fände „sich – als Kritik – in der Verwendungsweise, in der Rettungsroutine zum Wort des Jahres 2012 avancierte. Das Substantiv erscheint dabei im Zusammenhang mit den Bemühungen um einen Ausweg aus der europäischen Staatsschuldenkrise.“
Die Wahl wurde von den Medien häufig kritisch aufgenommen. So wies die Frankfurter Allgemeine Zeitung darauf hin, dass das Wort „kaum in Jemandens [sic] Munde“ sei. Routiniert vertreten würde „nur die Euro-Skepsis“. Laut der Stuttgarter Zeitung hatte der Ausdruck vor der Preisverleihung keine Relevanz in den Suchmaschinen. Man müsse in den Archiven „ziemlich tief“ graben, um Belege für eine Existenz des Wortes zu finden. Da wäre „der CDU-Politiker Wolfgang Bosbach, der die Rettungsroutine im März während eines Interviews mit der Nachrichtenagentur dpa erwähnt hat“ sowie die Frankfurter Allgemeine Zeitung, „die einen Text über Finanzhilfen für strauchelnde Euroländer mit der Überschrift ‘Europas Rettungsroutine’ versehen hat“. Spiegel Online wies eine Erstverwendung in ihren Archiven „aus dem Jahre 1975 über Seenot-Rettungen vor deutschen Küsten“ nach.